# Clint Richardson
Clint Richardson Jr (ur. 7 sierpnia 1956 w Seattle) – amerykański koszykarz, występujący na pozycji rzucającego obrońcy, mistrz NBA z 1983 roku.

## Osiągnięcia
NBA
- Mistrz NBA (1983)[1]
- Wicemistrz NBA (1980, 1982)[1]